# Miesketjärnen
Miesketjärnen är en sjö i Åre kommun i Jämtland och ingår i Indalsälvens huvudavrinningsområde. Sjön har en area på 0,128 kvadratkilometer och ligger 927,4 meter över havet. Miesketjärnen ligger i Vålådalen Natura 2000-område. Sjön avvattnas av vattendraget Mieskebäcken.

## Delavrinningsområde
Miesketjärnen ingår i det delavrinningsområde (699021-133155) som SMHI kallar för Ovan 699243-132938. Medelhöjden är 986 meter över havet och ytan är 17,63 kvadratkilometer. Det finns inga avrinningsområden uppströms utan avrinningsområdet är högsta punkten. Mieskebäcken som avvattnar avrinningsområdet har biflödesordning 4, vilket innebär att vattnet flödar genom totalt 4 vattendrag innan det når havet efter 410 kilometer. Avrinningsområdet består mestadels av kalfjäll (99 procent). Avrinningsområdet har 0,19 kvadratkilometer vattenytor vilket ger det en sjöprocent på 1,1 procent.